# Norwegowie
Norwegowie, Norwedzy (norw. nordmenn) – naród germański żyjący głównie w Norwegii (ok. 4,2 mln) oraz w pozostałych krajach skandynawskich, USA (według różnych szacunków od 630 tys. do 3 mln), Kanadzie (ok. 170 tys.) i Australii. Schrystianizowani w X-XI wieku przeszli na luteranizm w XVI wieku i obecnie większość jest członkami państwowego kościoła ewangelicko-luterańskiego. Język norweski, którym posługują się Norwegowie posiada dwa przyjęte standardy zapisu: bokmål – oparty na duńskim i nynorsk – oparty na gwarach zachodniej części kraju.
Norwegowie wywodzą się z germańskich plemion zamieszkujących zachodnią Skandynawię. W VIII wieku rozpoczęli najazdy na północno-zachodnią Europę. Osiedlali się wtedy na Wyspach Owczych, w Szkocji, Irlandii, Islandii i na Grenlandii. Dotarli do Ameryki Północnej. Państwowość Norwegów sięga IX wieku. Od końca XIV wieku pozostawali pod duńską dominacją, a od 1814 pozostawali w związku ze Szwecją. Od 1905 Norwegia jest niezależnym państwem.